# Enzo Reybier
Enzo Reybier (Francia, 4 de abril de 2002) es un jugador profesional francés de rugby que se desempeña en la posición de wing izquierdo en Union Sportive Oyonnax Rugby, equipo perteneciente a la liga Top 14.

## Carrera
Reybier es un jugador de formación francesa (JIFF). En 2009 comenzó su carrera deportiva con el equipo FC Saint-Claude Rugby, en el cual jugó seis temporadas (2009-2015), después pasó a Union Sportive Oyonnax Rugby, donde lleva jugando nueve temporadas.